# 郭龍 (法國漫畫家)

郭龍（法語：Golo），本名Guy Nadaud, 1948年8月26日出生於法國的巴約納。歐陸漫畫新浪潮孕育出的法國漫畫家。

1970年代的漫畫新浪潮（特指在法國與比利時地區）打破了「漫畫」只限小孩子閱讀的限制，而將涵蓋傳統文學的種種類別，以圖文並呈的嶄新方式來表達。

## 郭龍與埃及
郭龍正是此浪潮下所催生的漫畫家，自1970年代起，他就時常在Best, Hara-Kiri, Charlie Mensuel, Charlie Hebdo, L'Écho des savanes, Libération, Politis, Actuel, Zoulou, Pilote, (A SUIVRE)...等法國的漫畫雜誌上發表作品，同時也陸續出版單行本的作品。他的創作分成幾種形態來呈現：「圖像小說」、「圖像散文」、「圖像報導」。在創作分工的部分，早期郭龍以與劇本作家合作的方式完成作品，後期則同時具有編劇與繪畫者的角色。在郭龍的作品之中，《乞丐與驕傲的人》（Mendiants et orgueilleux）堪稱為其「圖像小說」 的代表作：這是本是由著名的埃及裔小說家Albert Cossey之同名作品改編成的漫畫，許多讀者是經由此書來發現當代埃及，而這部作品在郭龍的創作歷程中也有著獨特的重要地位。
「圖像散文」 的創作形式則是由郭龍自己創作故事，自己繪畫而成。此類的作品代表像是：《我在開羅的一千零一夜》（Mes mille est une nuits au Caire）。 書中包含郭龍在埃及居住三十多年的生活經歷，對古埃及文明的好奇，對埃及社會的觀察，與當地人的感情交流...等散文書寫，經由圖像與文字表達出來。在現實與回憶交雜的敘事中，我們也感受到作者對於今日開羅已不得見的生活情調那濃濃的鄉愁，伴隨的是對於近一百年來的「東方」與「西方」間被刻意扭曲的隔閡之感慨。此書亦獲得阿爾及利亞漫畫節的最佳劇本殊榮。

## 郭龍在台灣
西元2000年信鴿書店邀請郭龍來台，希望藉由他的畫筆來介紹台北這座城市。郭龍繪成了作為認識台灣歷史與時事的—《製造台灣/ Made in Taiwan》。此書呈現了一個溫暖、豐富、生命力強韌的國度，不論在台灣或是法國皆受到甚多讚譽。2009年，郭龍再度收邀來台，此次不只停留台北，更是行遍整座島嶼，完成了《製造台灣二》。這兩本由信鴿法國書店出版的的創作，同時以中法文雙語並陳。
法國Futuropolis出版社於2011年出版的《逝者之城手記》(Chroniques de la Nécropole)，為郭龍與蒂布(Dibou)兩人共同創作而成。此書同時具有「圖像散文」與「圖像報導」的特性，書中描繪作者兩人在古納小村十五年來的生活紀事，卻結束在這一個存在數世紀的古老村落，因埃及政府推廣觀光而被剷平的過程。兩人在此書的合作有如鋼琴的四手聯彈，時而交集時而獨立，用以紀錄與對抗這被拆毀古城的遺忘。
「全幅式的」或是「短篇的」圖像報導，如同諷刺漫畫，能對於當下發生的政治社會現象提出幽默且精準的深銳批評。郭龍也擅長此創作方式，常與報紙與雜誌合作相關的作品。2011年埃及革命爆發以後，郭龍為義大利的Internazionale週刊與法國的Charlie Hebdo週刊繪製了系列的相關圖像報導，近距離的描繪人民如何推翻專制的總統穆巴拉克，與推翻政權後的埃及社會現況。
在其生命歷程中，郭龍一直是位帶著強烈左派的人文關懷之創作者，對於主流社會所崇尚的金錢與價值觀作出溫和卻深刻的懷疑與批判。

## 出版作品
- Ballades pour un voyou, scénario de Frank, éd. Le Square, coll. Bouquins Charlie, 1979
- Rampeau !, scénario de Frank, éd. Futuropolis, coll. Hic et Nunc

1. Tome 1, 1982
2. Tome 2, 1987

- Same player shoots again, scénario de Frank, éd. Le Square- Albin Michel, 1982
- Le bonheur dans le crime, scénario de Frank, éd. Futuropolis, coll. Hic et Nunc, 1982
- Nouvelles du front, scénario de Frank, éd. Futuropolis, coll. Hic et Nunc, 1985
- La variante du dragon, scénario de Frank, éd. Casterman, coll. Studio (A SUIVRE), 1989
- Mendiants et orgueilleux, (d'après un livre d'Albert Cossery), éd. Casterman, coll. Studio (À SUIVRE), 1991
- Le piéton du Caire in L'Association en Égypte, éd. l'Association, coll. Éperluette, 1998
- Sans titre in Comix 2000, éd. l'Association, 2000
- Made in Taïwan製造台灣, éd. du Pigeonnier 信鴿法國書店出版,

1. Tome 1, 2001
2. Tome 2, 2010

- La taverne des souvenirs imaginaires, éd. Sketch, 2003
- Les couleurs de l'infamie, scénario d'Albert Cossery, éd. Dargaud, coll. Poisson Pilote, 2003
- Carnets du Caire, éd. Les Rêveurs, coll. On verra bien

1. Samir, 2004
2. Goudah, 2006

- B. Traven, portrait d'un anonyme célèbre, éd. Futuropolis, 2007
- Mes mille et une nuits au Caire, éd. Futuropolis, 2009
- Mes mille et une nuits au Caire (Deuxième époque), éd. Futuropolis, 2010
- Chroniques de la nécropole, en collaboration avec Dibou, éd. Futuropolis, 2011

## 外部連結
郭龍的官網
Futuropolis 出版社的作者介紹 （页面存档备份，存于）
逝者之城手記 （页面存档备份，存于）
郭龍的Carnet d'Egypte （页面存档备份，存于）
2013年10月16中國時報專訪一
2013年10月16中國時報專訪二
信鴿法國書店郭龍Golo專頁 （页面存档备份，存于）
破報專訪(2013/10/24)) - 請用文明來拆毀我：郭龍與蒂布談《逝者之城手記》
RTI (2013/10/25): Golo et Dibou, explorateurs du désert （页面存档备份，存于）
中央社報導(2013/10/19)
UDN TV 20131107 《藝想世界》法國漫畫家長住埃及 記錄村落迫遷過程 （页面存档备份，存于）